# کارآگاه تصادفی
کارآگاه تصادفی (انگلیسی: The Accidental Detective؛‏ کره‌ای: 탐정: 더 비기닝) فیلم کمدی اکشن محصول سال ۲۰۱۵ کره جنوبی به کارگردانی کیم جونگ هون است. این فیلم در ۲۴ سپتامبر ۲۰۱۵ منتشر شد. این فیلم الهام گرفته از فیلم بیگانگان در ترن (۱۹۵۱) است. دنبالهٔ این فیلم به نام کارآگاه تصادفی ۲ در ۱۳ ژوئن ۲۰۱۳ منتشر شد.

## بازیگران
- کوان سانگ وو در نقش کانگ ده مان
- سونگ دونگ ایل در نقش نو ته سو
- سو یونگ هی در نقش می اوک، همسر ده مان
- لی ایل هوا در نقش همسر ته سو
- پارک هه جون در نقش جون سو
- لی سونگ جون در نقش کیم یونگ گیو
- جو بوک ره در نقش لی یو نو
- کوان هیوک در نقش هان ته وونگ
- یون کیونگ هو در نقش کارآگاه ما